# Jane Wyatt
Jane Waddington Wyatt (Mahwah, Nueva Jersey, 12 de agosto de 1910-Bel-Air, Los Ángeles, 20 de octubre de 2006) fue una actriz cinematográfica y televisiva estadounidense ganadora en tres ocasiones de un Emmy. 
Wyatt nació en Campgaw (actualmente parte de Mahwah), en el condado de Bergen, Nueva Jersey, pero a los tres meses de edad la trasladaron a Nueva York. Su padre fue Christopher Billop Wyatt Jr., inversor de Wall Street, y su madre Euphemia Van Rensselaer Waddington, que trabajaba como crítica teatral en la publicación Catholic World. Se educó en The Chapin School y después en el Barnard College. Tras dos años, abandonó el último centro y entró en el Berkshire Playhouse de Stockbridge, Massachusetts, en el cual actuó durante seis meses representando diversos papeles.
Tuvo tres hermanos: Christopher III, Elizabeth, y Monica. Además, era prima lejana de Eleanor Roosevelt y del poeta Harry Crosby, al ser todos ellos descendientes de Philip Livingston, uno de los firmantes de la Declaración de Independencia de los Estados Unidos. 
Aunque uno de sus primeros pretendientes fue John D. Rockefeller III, el 9 de noviembre de 1935, Wyatt se casó con el agente de inversiones Edgar Bethune Ward. La pareja se había conocido a finales de los años veinte, pasando un fin de semana como invitados de Franklin D. Roosevelt en Hyde Park. Tuvieron tres hijos y el matrimonio duró hasta que él falleció el 8 de noviembre de 2000.
Uno de sus primeros trabajos teatrales en Broadway fue el de suplente de Rose Hobart en una producción de Trade Winds. Con críticas favorables en Broadway y conocida por su subestimada belleza, Wyatt pasó del teatro al cine, donde interpretó su papel más famoso en esa época en la película de 1937, dirigida por Frank Capra, Lost Horizon, actuando junto a Ronald Colman. Otras películas importantes en ese mismo año fueron  Gentleman's Agreement (La barrera invisible) (junto a Gregory Peck), None but the Lonely Heart (Un corazón en peligro) (con Cary Grant), y Boomerang (El justiciero) (con Dana Andrews). 
Su carrera en el cine se resintió debido a su abierta oposición al senador Joseph McCarthy, personaje principal de la era del macartismo. Su carrera fue dañada temporalmente por haber presentado una actuación del Ballet Bolshoi durante la Segunda Guerra Mundial, a pesar de haberlo hecho a petición del presidente Roosevelt. Como resultado de ello, volvió a sus raíces teatrales en Nueva York durante un tiempo, apareciendo en obras como The Autumn Garden, de Lillian Hellman, junto a Fredric March.
De 1954 a 1960, coprotagonizó con Robert Young Papá lo sabe todo (Father Knows Best), una serie de TV sobre la vida de la familia Anderson en Springfield, una ciudad del Medio Oeste de los Estados Unidos. Ganó el Emmy a la mejor actriz tres años consecutivos, gracias a este trabajo.
En opinión de muchos, es sobre todo recordada por sus papeles televisivos, como el de Margaret Anderson, la devota esposa y madre en la serie de los años cincuenta Father Knows Best. Otro de sus papeles más conocidos es el de Amanda Grayson, la madre de Spock, en el episodio de 1967 «Journey To Babel», perteneciente a Star Trek: la serie original, un papel que repitió en la película de 1986 Star Trek IV. Misión: salvar la Tierra. Posteriormente fue Katherine Auschlander, la esposa del director del hospital interpretado por Norman Lloyd, en la serie médica de los años ochenta St. Elsewhere.
Wyatt falleció el 20 de octubre de 2006 por causas naturales en su casa en Bel-Air, California, a los 96 años de edad. Su funeral se celebró en la iglesia de St. Martin of Tours en Brentwood, California.